# Instituto de Plasmas e Fusão Nuclear
O Instituto de Plasmas e Fusão Nuclear (IPFN) é uma unidade de investigação do Instituto Superior Técnico (IST), em Lisboa, e uma das maiores instituições portuguesas de investigação em Física.
O IPFN tem o estatuto de Laboratório Associado, concedido pela Fundação para a Ciência e a Tecnologia, nas áreas temáticas de Fusão Nuclear Controlada e Tecnologias de Plasmas e Lasers Intensos. A actividade de Fusão Nuclear está incluída no programa de fusão da EURATOM, através do Contrato de Associação EURATOM/IST, em vigor desde Janeiro de 1990.
Cerca de 190 pessoas trabalham no IPFN, das quais mais de 100 são doutoradas.

## Organização
O IPFN está organizado em sete grupos de investigação: Engenharia e Integração de Sistemas, Física Experimental, Processamento e Caracterização de Materiais, Teoria e Modelização, Lasers e Plasmas, Electrónica de Gases, e Plasmas de Alta Pressão. A actividade no âmbito do Laboratório Associado é avaliada por uma Comissão de Acompanhamento Externo. As actividades no âmbito do Contrato de Associação são coordenadas pelo Head of Research Unit e monitorizadas pelo Steering Committee.

## Competências
- Dispositivos para Fusão Nuclear por Confinamento Magnético
- Sistemas de Engenharia de Fusão Nuclear
- Teoria e Modelização em Fusão Nuclear
- Fusão Inercial
- Aceleradores Laser-plasma
- Computação Avançada
- Astrofísica
- Novas Fontes de Radiação
- Fotónica Ultra-intensa
- Física do Espaço
- Plasmas para Aplicações Ambientais
- Cinética de Descargas e Pós-descargas
- Modelização de Fontes a Plasma
- Plasmas Quânticos